# ハンニバル (ミズーリ州)
ハンニバル（英: Hannibal）は、アメリカ合衆国ミズーリ州の北東部、マリオン郡とラルズ郡に跨る都市である。州間高速道路72号線、アメリカ国道24号線、同36号線、同61号線が交わる位置にあり、セントルイス市の北西100マイル (160 km)、カンザスシティ市の東200マイル (320 km)、シカゴの南西300マイル (480 km) に位置している。2010年国勢調査での人口は17,606人だった。マリオン郡とラルズ郡で構成されるハンニバル小都市圏の中心都市である。

## 歴史

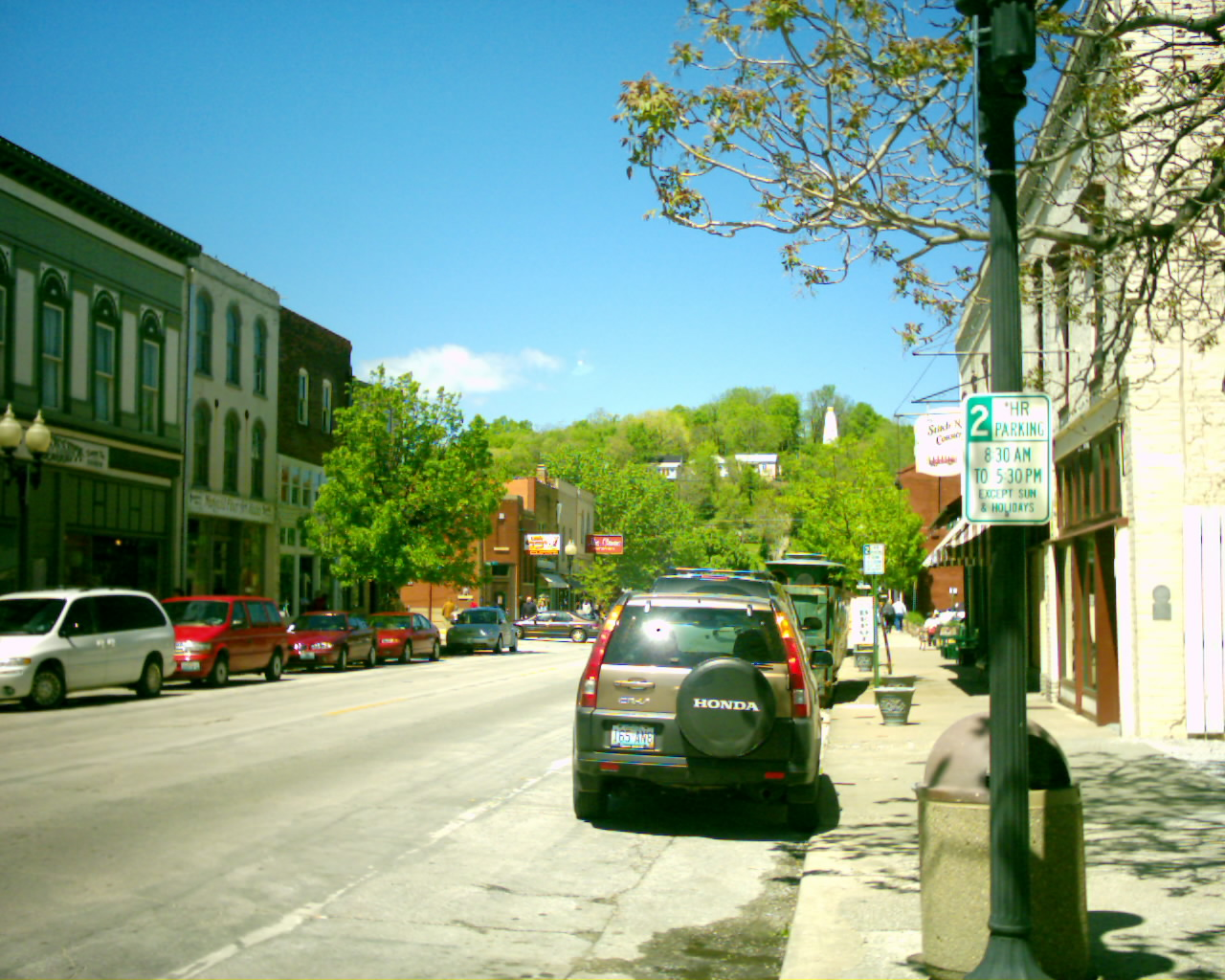
ハンニバル市街地

ハンニバルの町はマーク・トウェイン（本名サミュエル・ラングホーン・クレメンス）少年時代の家があり、『トム・ソーヤーの冒険』および『ハックルベリー・フィンの冒険』の舞台となり、マーク・トウェイン自身やその小説に関わる多くの歴史的な場所があることで良く知られている。国内国外から多くの観光客を惹き付けている。マーク・トウェイン子ども時代の家と記念館は、2012年に100周年を迎え、全米50州、世界60か国からの訪問者を迎えた。市民の多くが観光客を歓待し、町は観光業から大きな恩恵を受けている。
ハンニバルの町となった場所は、まずインディアンが占有し、その後開拓者が入ってきた。1819年、モーゼス・ベイツが町として区画割りを行った。元々スペインの土地払い下げが行われた場所にあり、土地を巡る多くの訴訟が起きた。1830年の人口は30人に過ぎず、緩りと成長していたが、ミシシッピ川や鉄道を使った交通の便が良かったことで1850年には2,020人に成長していた。1843年にはサウスハンニバルの町を併合した。1845年には「市」として認められた。19世紀の後半から現在まで、家畜や穀物さらには地元で生産されるセメントや靴といった製品の地域市場中心として賑わってきた。
エンパイア・ステート・ビルディングやパナマ運河に使われたセメントは、ハンニバルの近くにある未編入企業城下町イラスコにあるアトラス・ポルトランド・セメント・カンパニーが製造した。
1846年、ジョン・M・クレメンス（マーク・トウェインの父）の事務所でハンニバル・アンド・セントジョセフ鉄道が組織化された時点で、ハンニバルはミズーリ州内第3の都市だった。この鉄道は当時州内第2の都市であるセントジョセフとを繋ぎ、大陸横断鉄道が開通するまで西部に延びた鉄道であり、ポニー・エクスプレスに郵便を届けるためにも使われた。
ブロードウェイのミュージカル『くたばれ!ヤンキース』でハンニバルは主人公（シューレス・ジョー）の出身地とされている。テレビでは長期にわたって放映された『M*A*S*H』で、シャーマン・T・ポッター大佐（ハリー・モーガンが演じた）の出身地だった。また歌手かつ俳優のクリフ・エドワーズ（ウクレレ・アイク）と、"アンシンカブル・モリー"・ブラウンの出生地でもある。その他のハンニバル生まれとして、発明家ビル・リア、NBAバスケットボールのコーチ、コットン・フィッツシモンズが居た。1933年にマーク・トウェイン記念灯台が建設され、フランクリン・ルーズベルト、ジョン・F・ケネディ、ビル・クリントン各大統領によって3度火が灯された。市内の小丘にロッククリフ邸宅が建っており、アメリカ合衆国国家歴史登録財に指定されている。
2011年、マーク・トウェイン少年時代の家と博物館は、マーク・トウェインの生涯を口語と歌『マーク・トウェイン: 言葉と音楽』で語る、星が鏤められたCDを発売した。このために幾つかの歌も作られた。例えば、ブラッド・ペイズリーによる『ハック・フィン・ブルース』、ロンダ・ビンセントが歌う『ラン・ミシシッピ』があった。その他のアーティストとしてはハックルベリー・フィン役のジミー・バフェット、トウェイン役のクリント・イーストウッド、ナレーターのガリソン・キーラーがいた。

## 地理
ハンニバル市は北緯39度42分15秒 西経91度22分39秒 / 北緯39.704065度 西経91.377378度 (39.704065, -91.377378)に位置している。ミシシッピ川に接している。アメリカ合衆国国勢調査局に拠れば、市域全面積は16.21平方マイル (41.98 km2)であり、このうち陸地15.74平方マイル (40.77 km2)、水域は0.47平方マイル (1.22 km2)で水域率は7.53%である。

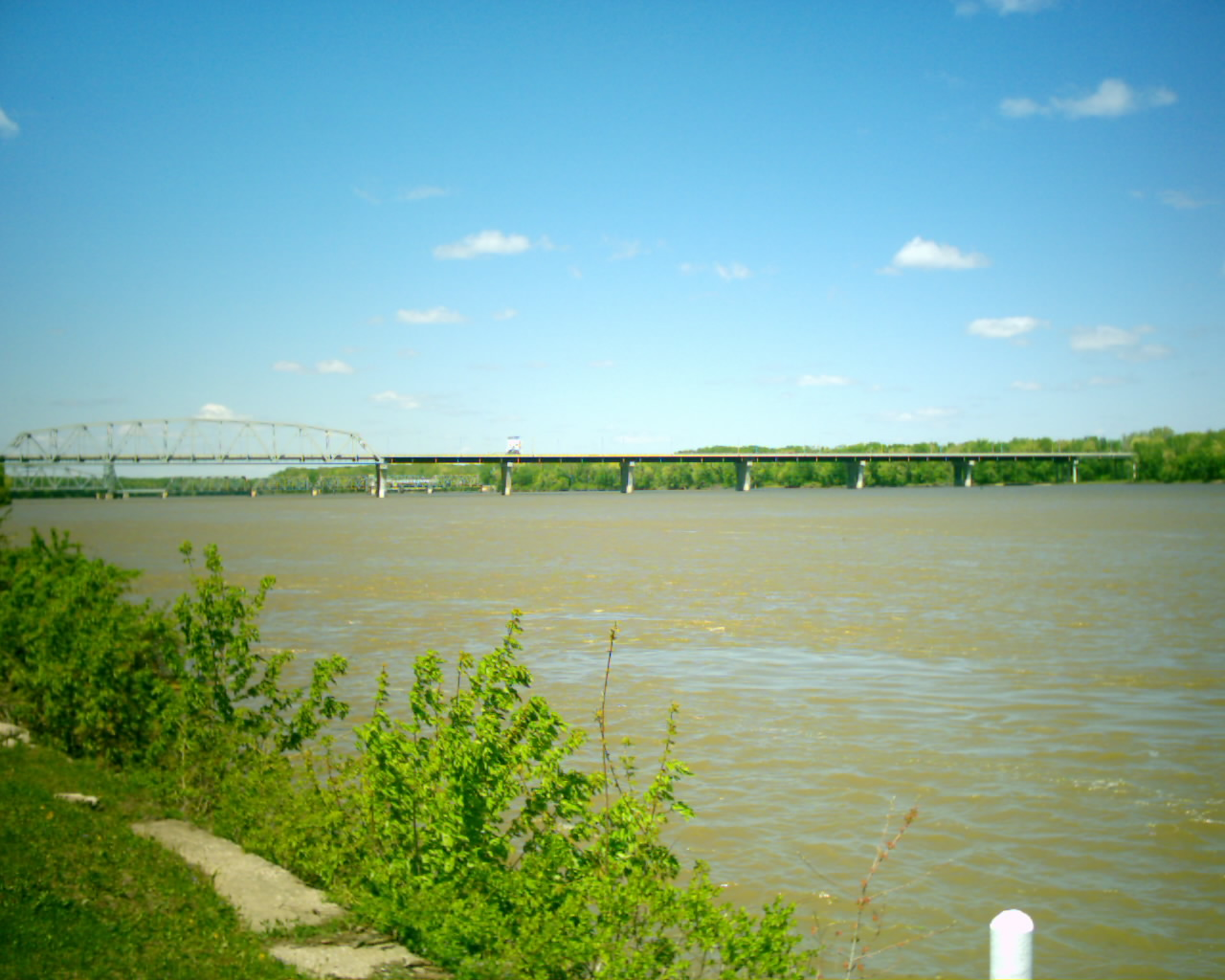
ミシシッピ川

## 経済
ハンニバルはその低い税金、地元の資源、主要幹線道や都市に近いことで、事業を発展させ得る場所として浮上してきている。アメリカ合衆国の東海岸と西海岸の中央にあり、不動産価格が安定しているので、芸術家の町としても注目されている。ジェネラル・ミルズの工場は当初アンダーウッド・カンパニーが設立した。これはその創業者がマーク・トウェインを好み、その故郷に何かしたいという願望があったからだった。その時から、町によって提供される多くの恩恵を企業が享受してきた。ハンニバル地域病院やその関連の医療施設は、市の歳入の大きな資源になっている。主要な製造業としては、ジェネラル・ミルズやワットロー・インダストリーズがある。スイス・コロニーが市内でデータセンターを維持している。
ハンニバルは認定地方政府であるので、住民や企業所有者は連邦政府や州政府の減税、助成金など財政的な利点を利用できる。

## 交通
州間高速道路72号線は2000年にマーク・トウェイン記念橋によってハンニバルまで延伸された。この道路はアメリカ国道61号線との交差点まで延伸されている。将来は国道36号線に沿って西のキャメロンまで伸ばされ、カンザスシティとイリノイ州スプリングフィールドを結ぶ東西の要にすることになる。国道61号線はアベニュー・オブ・セインツ回廊の一部として、南のセントルイスと北のミネソタ州セントポールを結んでいる。
ハンニバル地域空港（元ハンニバル市民空港）は、ハンニバルで育ちリアジェットを発明したウィリアム・P・リアに因み、2003年にウィリアム・P・リア空港と名付けられた。市の南部の西4マイル (6 km) に位置し、滑走路は4,400フィート (1,340 m) x 100フィート (30 m) である。
貨物鉄道の線はハンニバルからあらゆる方向に出ている。バーリントン・ノーザン・サンタフェ鉄道が北のクァッド・シティーズと南のセントルイスに延びている。ノーフォーク・サザン鉄道は西のカンザスシティから東のスプリングフィールドに伸びている。
旅客鉄道の駅はなく、街より17マイル北方のミシシッピ川対岸に位置するアムトラックのイリノイ州クインシー駅が最寄りとなる。クインシー駅はイリノイ・サービス号の終点であり、ゲイルズバーグを経てシカゴに至る列車が運転されている。

## 人口動態

### 2010年国勢調査
以下は2010年の国勢調査による人口統計データである。
| 基礎データ - 人口: 17,916 人 - 世帯数: 7,117 世帯 - 家族数: 4,400 家族 - 人口密度: 439.5人/km2（1,138.2人/mi2） - 住居数: 8,021 軒 - 住居密度: 196.8軒/km2（509.6/mi2） 人種別人口構成 - 白人: 88.8% - アフリカン・アメリカン: 7.1% - ネイティブ・アメリカン: 0.2% - アジア人: 0.6% - 太平洋諸島系: 0.1% - その他の人種: 0.5% - 混血: 2.7% - ヒスパニック・ラテン系: 1.8% | 年齢別人口構成 - 18歳未満: 23.5% - 18-24歳: 11.2% - 25-44歳: 24.4% - 45-64歳: 26% - 65歳以上: 14.9% - 年齢の中央値: 37歳 - 性比（女性100人あたり男性の人口） - 総人口: 90.5 世帯と家族（対世帯数） - 18歳未満の子供がいる: 31.3% - 結婚・同居している夫婦: 43.2% - 未婚・離婚・死別女性が世帯主: 14.5% - 非家族世帯: 38.2% - 単身世帯: 31.6% - 65歳以上の老人1人暮らし: 13% - 平均構成人数 - 世帯: 2.36人 - 家族: 2.96人 |

### 2000年国勢調査
以下は2000年の国勢調査による人口統計データである。
| 基礎データ - 人口: 17,757 人 - 世帯数: 7,017 世帯 - 家族数: 4,554 家族 - 人口密度: 469.3人/km2（1,215.3 人/mi2） - 住居数: 7,886 軒 - 住居密度: 208.4軒/km2（539.7 軒/mi2） 人種別人口構成 - 白人: 90.61% - アフリカン・アメリカン: 6.57% - ネイティブ・アメリカン: 0.35% - アジア人: 0.35% - 太平洋諸島系: 0.07% - その他の人種: 0.25% - 混血: 1.79% - ヒスパニック・ラテン系: 1.13% 先祖による構成 - アメリカ人：25.9% - ドイツ系：23.8% - アイルランド系：10.9% - イギリス系：10.0% | 年齢別人口構成 - 18歳未満: 25.8% - 18-24歳: 10.5% - 25-44歳: 26.3% - 45-64歳: 20.6% - 65歳以上: 16.8% - 年齢の中央値: 36歳 - 性比（女性100人あたり男性の人口） - 総人口: 86.7 - 18歳以上: 81.8 世帯と家族（対世帯数） - 18歳未満の子供がいる: 32.5% - 結婚・同居している夫婦: 48.0% - 未婚・離婚・死別女性が世帯主: 13.6% - 非家族世帯: 35.1% - 単身世帯: 30.6% - 65歳以上の老人1人暮らし: 15.0% - 平均構成人数 - 世帯: 2.40人 - 家族: 2.98人 | 収入と家計 - 収入の中央値 - 世帯: 29,892米ドル - 家族: 37,264米ドル - 性別 - 男性: 30,677米ドル - 女性: 20,828米ドル - 人口1人あたり収入: 16,902米ドル - 貧困線以下 - 対人口: 14.1% - 対家族数: 11.3% - 18歳未満: 18.2% - 65歳以上: 10.8% |

## 教育
ハンニバル高校は1896年に設立された。現在の校舎は1932年に建てられたものである。2004年時点で9年生から12年生まで生徒数は1,232人である。運動競技部の名前は「パイレーツ」であり、トム・ソーヤとその友達が海賊のことを空想することに因んでいる。ミズーリ州高校スポーツ協会ノースセントラル・ミズーリ・カンファランスで試合を行っている。歴史保存法の授業もあり、市の特徴である歴史資産を保存し、維持する方法を学んでいる。
ハンニバル中学校は高校に隣接してある。小学校はマーク・トウェイン小学校など5校ある。
ハンニバル・ラグランジェ大学は、4年制キリスト教系教養大学であり、高等教育委員会に認定され、カレッジ及び学校北中部協会のメンバーである。1858年にラグランジェで設立され、1928年にキャンパスを下流のハンニバルに移した。
モバリー地域コミュニティカレッジ（MACC・ハンニバル地域高等教育センター）は、1999年に設立された2年制コミュニティカレッジである。MACC・ハンニバルのキャンパスはジェイシー・ドライブの以前はAT&Tが使っていたビルにある。ただし、ハンニバル地域病院に隣接する完全なキャンパスを置く計画がある。

## 市政府
ハンニバル市は自治憲章形態の市政府を採用している。公共サービスには警察、消防、公園とレクリエーション、公共事業、通り、検査、観光、図書館と空港が含まれている。市裁判所があり、またマリオン郡裁判所はハンニバル市内と近くのパルミラの2か所にある。

## メディア
市内では火曜日から土曜日まで発行される「ハンニバル・クーリエ・ポスト」が日刊紙である。KHQAはハンニバルに免許を受け、イリノイ州クインシーにあるテレビ局である。ラジオ局はAM1局、FM3局がある。

## 著名な出身者
- ジェイク・ベックリー、メジャーリーグベースボール選手[25]
- マーガレット・ブラウン、タイタニック乗客の生き残り、「不沈のモリー・ブラウン」と呼ばれた
- ロバート・クーンツ、アメリカ海軍の海軍大将
- クリフ・エドワーズ、ウクレレ奏者、ディズニーのアニメに出てくるジミニー・クリケットの声優
- ジョージ・ポージ、陸上競技選手、1904年セントルイスオリンピックの銅メダリスト
- ベンジャミン・M・プレンティス、南北戦争時の将軍
- スコット・サンダース、メジャーリーグベースボール選手、日本でもプレイ
- マーク・トウェイン（本名サミュエル・ラングホーン・クレメンス）、小説家

## 架空のハンニバル住人
- シャーマン・T・ポッター、テレビ番組『M*A*S*H』の登場人物
- アリソン（リバティ・メイド）、1993年の映画『Josh and S.A.M.』でカナダに逃げる2人の少年
- ジョー・ハーディ、1950年代の舞台と映画のミュージカル『くたばれ!ヤンキース』、「ミズーリ州ハンニバルからのシューレス・ジョー」と題する歌がある
- ジョイス・パルミーリ、映画『キンダガートン・コップ』の登場人物
- マーク・トウェインの小説、主に『トム・ソーヤーの冒険』と『ハックルベリー・フィンの冒険』に出てくる多くの登場人物、架空の町セントピーターズバーグとされているが、ハンニバルの姿を映していると考えられる

## 見どころ

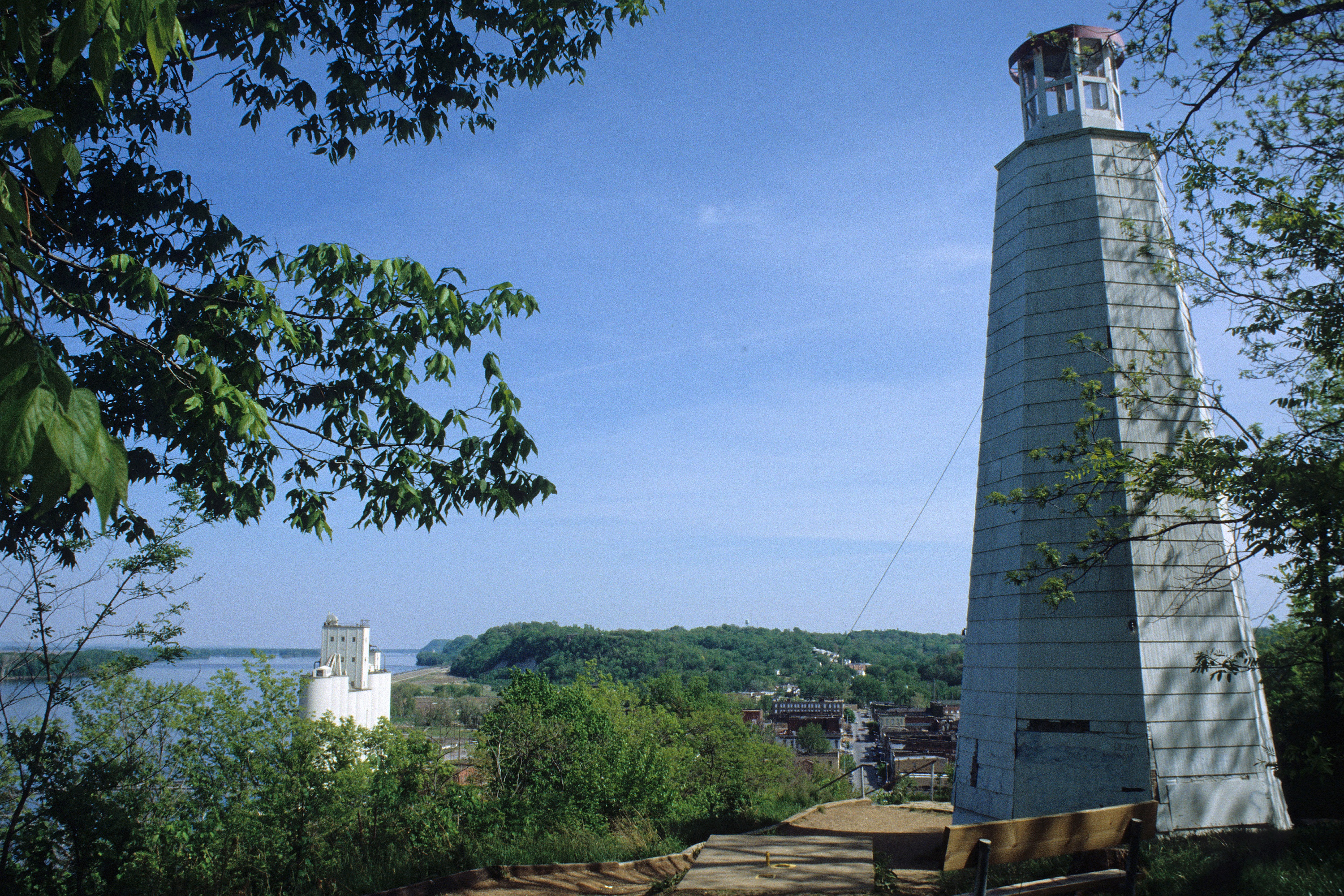
マーク・トウェイン記念灯台

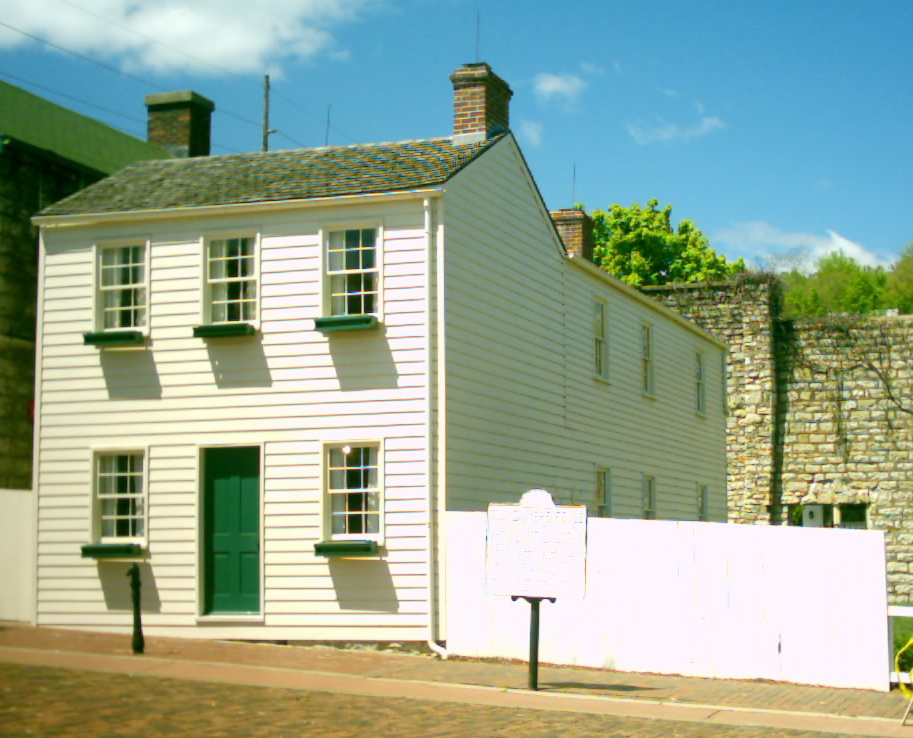
マーク・トウェイン少年時代の家、公開中

- リバービュー公園 - 広さ465エーカー (1.88 km2) の森林地と川面の景観
- マーク・トウェイン記念灯台 - 内陸に建てられた唯一の灯台、ハンニバルとミシシッピ川の景観を楽しめる。頂上まで244段の階段がある
- マーク・トウェイン洞穴 - トムとベッキーが行き先不明になる話のヒントを与えた実際の洞穴
- キャメロン洞穴
- ジョン・ガースのウッドサイド邸宅[26]
- トムとベッキー・アピアランス - 3月から10月までの毎週土曜日と日曜日にハンニバル市中心街で行われるトムとベッキー・アピアランスで、地元の子供達が選ばれる
- マーク・トウェイン子ども時代の家と記念館
- マーク・トウェイン川船[27]
- ロッククリフ邸宅 - 20世紀初め頃の邸宅
- モリー・ブラウン生誕地と博物館、RMSタイタニック生存者の家
- ソーヤーのクリークファン公園 - リバーフロントのアミューズメント施設
- ハンニバル・ロックス・オフロード公園: Hannibal Rocks
- ハンニバル・ケーブメン - プロスペクト・リーグ野球チーム、歴史あり改修されたクレメンス・フィールドで夏季に試合を行う

## ギャラリー

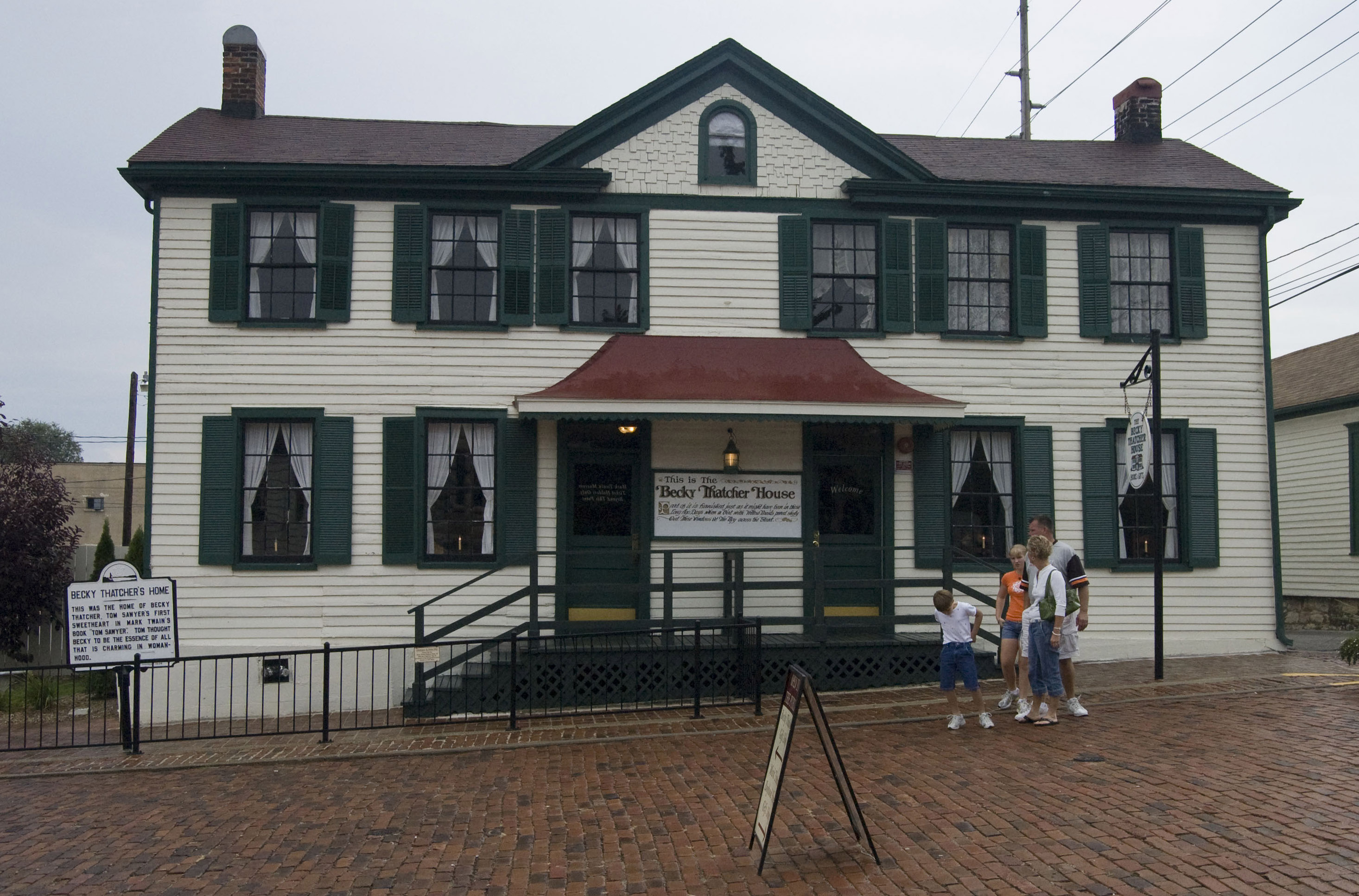
トム・ソーヤの登場人物ベッキー・サッチャーのヒントを与えた少女の家
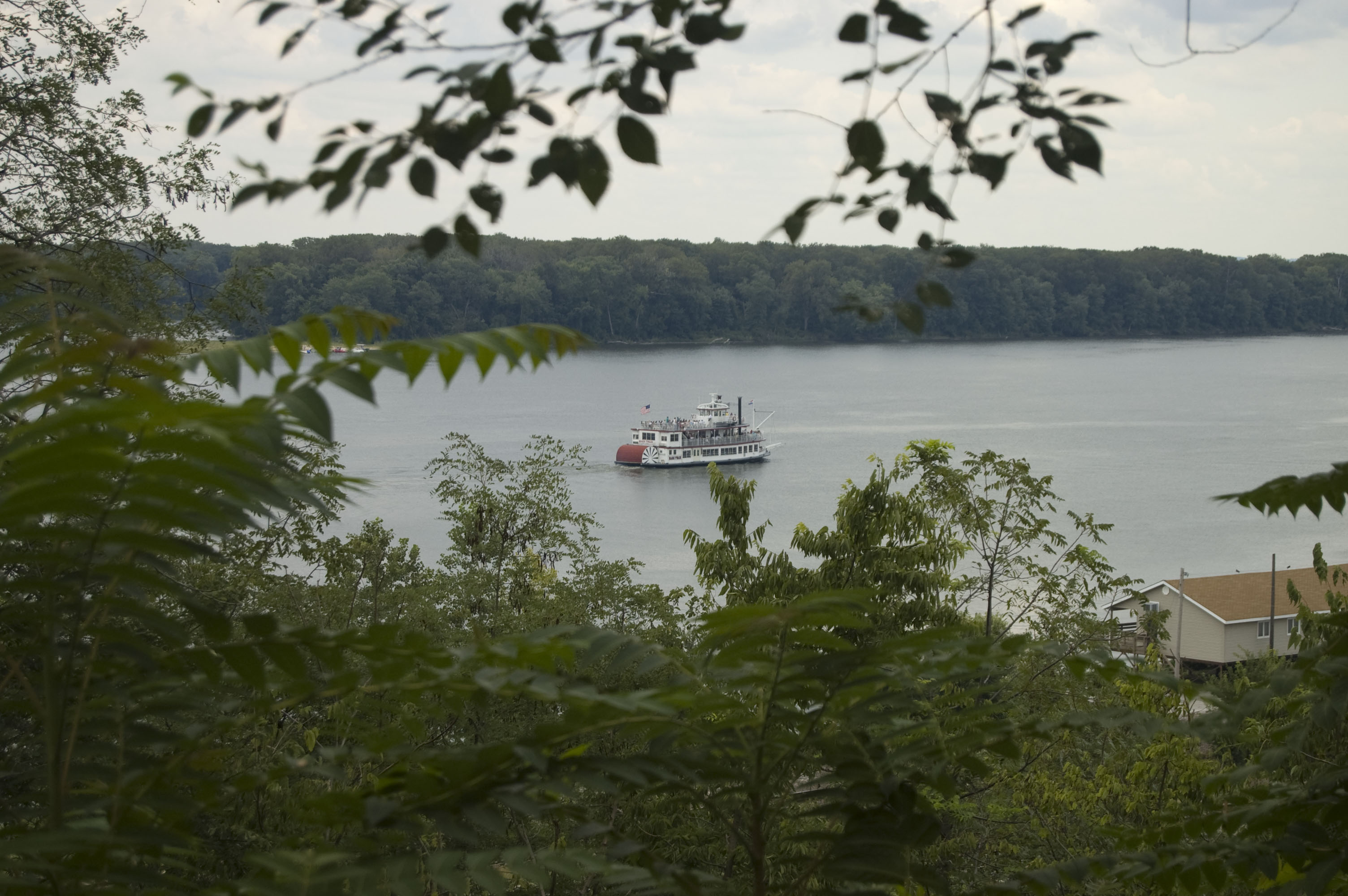
ミシシッピ川、カーディフ・ヒルから眺める
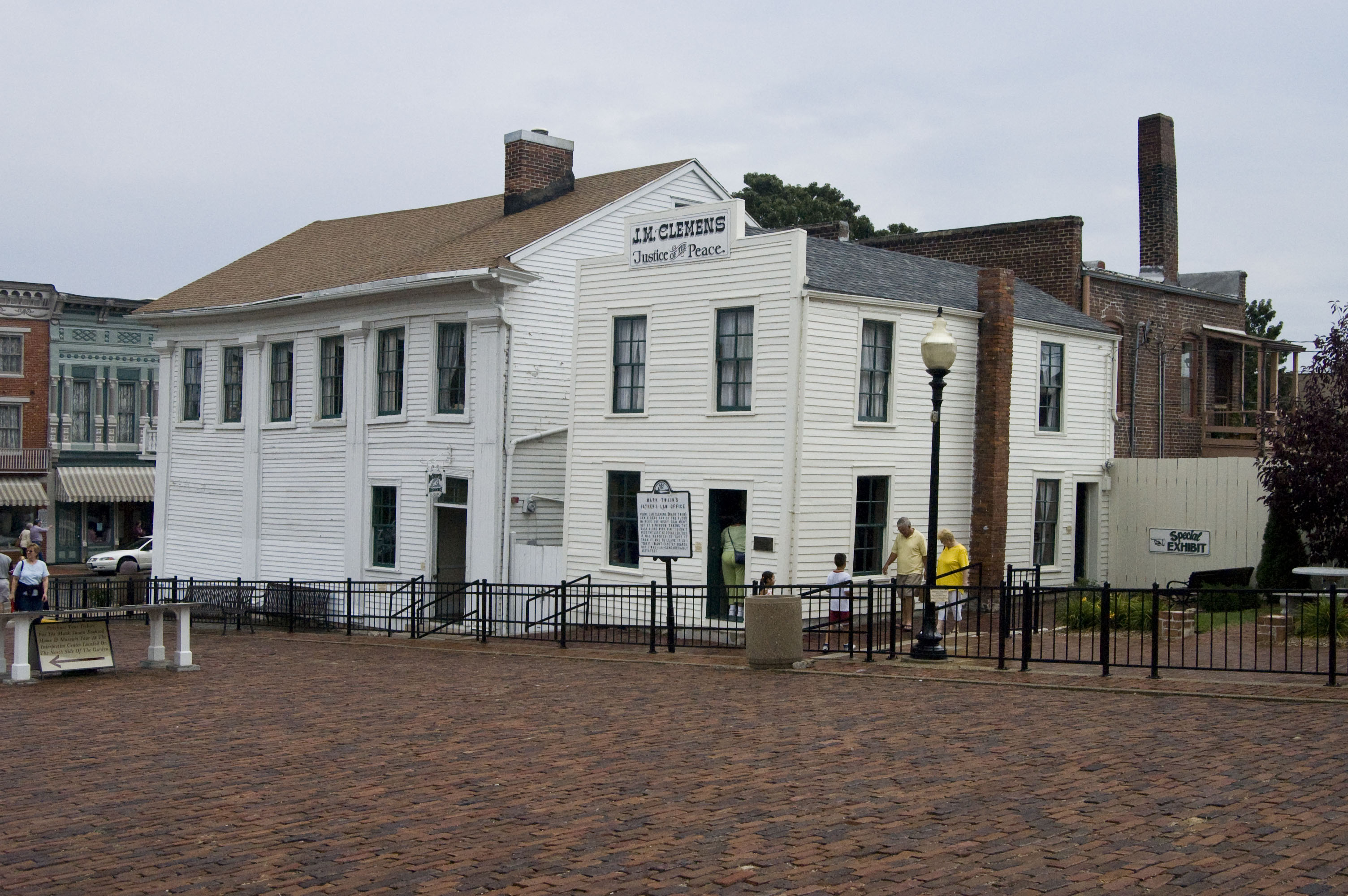
マーク・トウェインの父ジョン・クレメンスの事務所、治安判事だった